# 고가와촌 (이와테현)
고가와촌(小川村)은 이와테현 시모헤이군에 설치되었던 촌이다. 현재의 이와이즈미정에 해당한다.

## 연혁
- 1889년 4월 1일 - 정촌제 시행과 함께 기타헤이군 고가와촌이 성립하였다.
- 1896년 3월 29일 - 기타헤이 군, 히가시헤이 군, 나카헤이 군이 합병해 시모헤이 군 고가와촌이 되었다.
- 1957년 4월 1일 - 이와이즈미정에 편입하였다.

## 참고서적
- 『이와테현 정촌 합병지』(이와테현 총무부 지방과, 1957년)